# Johnny Oro
Johnny Oro è un film italiano del 1966 diretto da Sergio Corbucci.

## Trama
Johnny Oro è un bounty killer così ricco da potersi permettere una pistola completamente d'oro. Il giorno del matrimonio di uno dei fratelli Perez, approfitta dell'occasione per aspettare i ricercati fuori dalla chiesa e li uccide a duello. Lascia vivo soltanto il più piccolo di loro, Juanito, in quanto non c'è nessuna taglia su di lui. In realtà Juanito è forse il più pericoloso dei fratelli Perez, ma allo stesso tempo il più accorto: non c'è nessuna taglia su di lui proprio perché utilizza sempre sicari, o non lascia mai testimoni vivi dopo ogni sua malefatta. Quando Johnny torna a Coldstone, infatti, ci sono dei finti mariachi ad attenderlo. In città è vietato portare armi, ma i mariachi hanno nascosto nelle casse delle chitarre alcune pistole. Anche Johnny, però, ha violato la legge: nella sua borraccia, infatti, c'è della nitroglicerina, e quando vede le armi dei finti mariachi non esita un attimo a lanciargli la borraccia addosso uccidendoli tutti.

I due protagonisti nel saloon

Lo sceriffo del paese, però, vuole in ogni caso applicare la legge, anche se è stata legittima difesa, e condanna Johnny a 5 giorni di prigione. In galera, Johnny viene a sapere che, anni prima, dei banditi, dopo aver compiuto una rapina, passarono una notte a Coldstone, e il giorno dopo vennero arrestati, ma il bottino non venne mai ritrovato. Scartando tutti i nascondigli convenzionali, ovviamente già tentati, a Johhny viene in mente che l'oro può essere nascosto nella canna del cannone che torreggia come monumento al centro della città. Intanto Juanito, rendendosi conto di non poter uccidere Johnny con dei comuni mercenari, si allea ad un capotribù indiano, Sebastian, la cui tribù prova ancora rancore verso gli yankee che anni prima li cacciarono dai territori del west. Juanito fa sapere allo sceriffo che vuole Johnny, altrimenti attaccherà la città.

Juanito e Sebastian

Il trafficante d'armi ucciso dagli indiani

Lo sceriffo non vuole cedere ai ricatti del bandito e prova ad organizzare una resistenza, ma tutti i cittadini, non più abituati a sparare, essendo vietato da anni, scappano via. Restano in città soltanto dei trafficanti d'armi, amici di Juanito. Questi, per non scappare, cercano di liberare Johnny dalla prigione per poi portarlo a Juanito. Quando i trafficanti vanno in prigione, Johnny si nasconde tra le travi del soffitto. Questi, non vedendolo, entrano nella cella e Johnny gli piomba addosso, stordendoli in combattimento corpo a corpo. Riesce così a fuggire dalla cella, ma anziché scappare, nasconde una cassa di dinamite su una carrucola sopra il monumento del cannone e rientra in cella. L'indomani, quando Juanito attacca la città, Johnny e lo sceriffo asserragliati nella prigione danno filo da torcere agli indiani e agli uomini di Perez. Questi però, facendosi scudo con i cadaveri dei loro amici, cercano di usare il cannone al centro della città per far saltare in aria la prigione: Johnny allora, propone allo sceriffo di mettere il cannone come taglia sulla testa di Perez. Lo sceriffo accetta, e Johnny, sparando sulla carriola piena di dinamite, crea un'enorme esplosione che distrugge quasi tutta la città. Resta vivo solo Juanito, che si era tenuto a distanza dal combattimento. Allora Johnny esce fuori dal carcere, e lo uccide a duello. Purtroppo con l'esplosione si è rotto anche il cannone, che ha rivelato il tesoro nascosto al suo interno. Johnny, però, offre il tesoro allo sceriffo, come indennizzo per tutti i danni causati alla città.

## Produzione
La pellicola fu girata nel 1965 ma distribuita nelle sale solo a partire dal 15 luglio 1966, in seguito all'enorme successo di Django, che in realtà fu realizzato successivamente. Marco Giusti non lo ritiene tra i migliori western di Sergio Corbucci. Fu il primo film di questo genere interpretato da Mark Damon, giunto inizialmente in Italia per interpretare il protagonista dell'episodio di Boccaccio 70 diretto da Luchino Visconti, che poi gli preferì Tomas Milian.

## Curiosità
- Mark Damon è abbigliato come il Paladin interpretato da Richard Boone nel serial western Have Gun - Will Travel, di cui Sergio Corbucci era un fan.

La pistola d'oro di Johhny

- All'estero, nel titolo del film campeggiava il nome di Ringo, per sfruttare il successo che avevano avuto i due film di Duccio Tessari: Una pistola per Ringo e Il ritorno di Ringo.

## Estero
All'estero il film è uscito come:
- Ringo and His Golden Pistol (USA)
- Ringo au pistolet d'or (Francia)
- Ringo dödar för dollar (Svezia)
- Ringo ja kultainen pistooli (Finlandia)
- Ringo med de gyldne pistoler (Danimarca)
- Ringo mit den goldenen Pistolen (Germania)